# Пецилопсетты
Пецилопсетты, или камбалы-пецилопсетты (лат. Poecilopsetta), — род лучепёрых рыб из семейства пецилопсеттовых (Poecilopsettidae). Распространены в Индо-Тихоокеанской области, два вида P. beanii и P. inermis встречаются на северо-западе Атлантического океана. Максимальная длина представителей разных видов варьирует от 10,2 до 19 см.

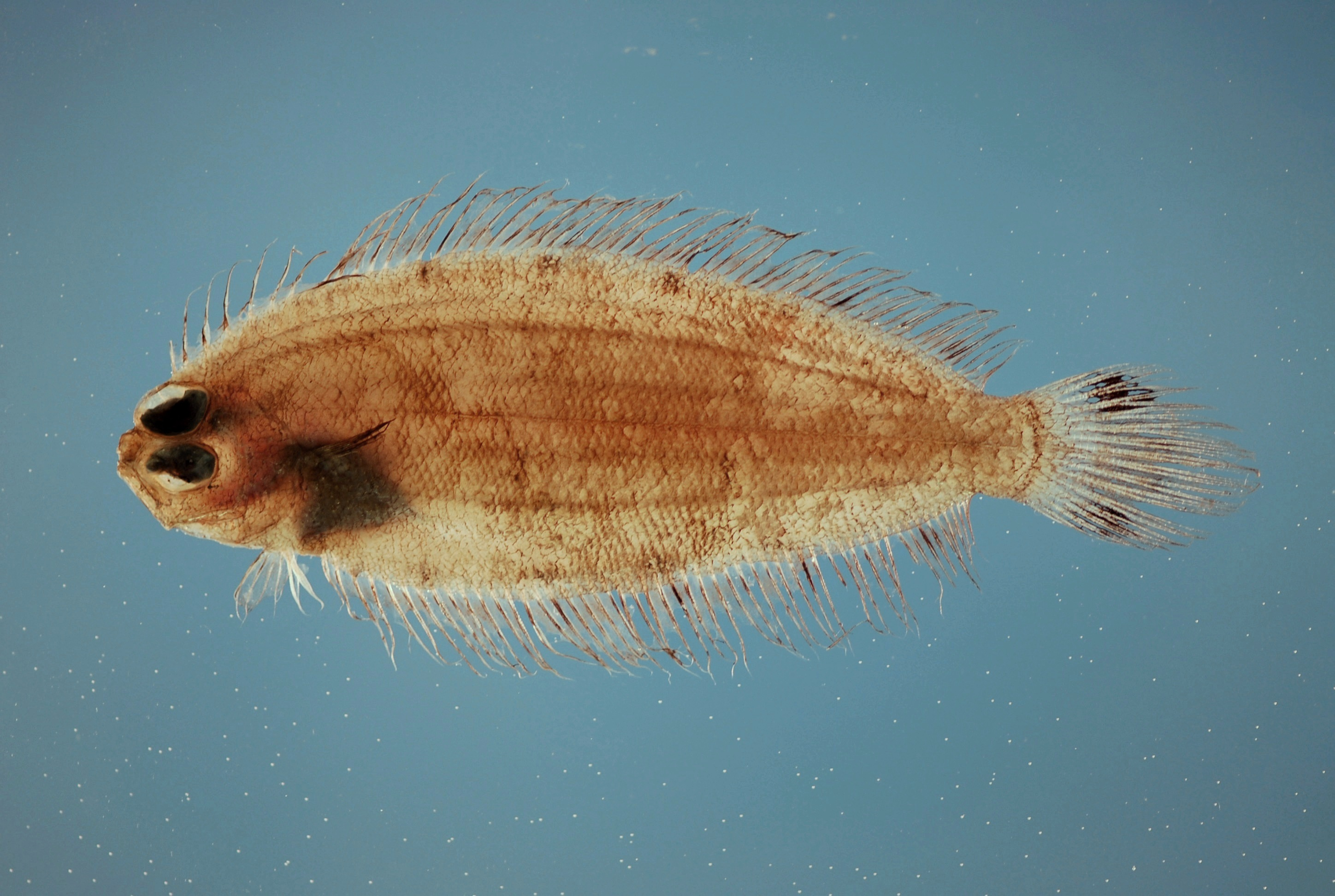
Poecilopsetta beanii

## Описание
Тело удлинённое или овальной формы, сильно сжато с боков, покрыто чешуёй на обеих сторонах. Рот маленький, конечный. Мелкие зубы на обеих челюстях расположены узкими полосами; размеры и форма зубов сходные на обеих челюстях. Глаза расположены на правой стороне тела (левосторонние особи встречаются редко). В плавниках нет колючих лучей. Длинный спинной плавник начинается над глазами. Брюшные плавники почти симметричные, на глазной стороне несколько выдвинуты вперёд, не соединяются с анальным плавником. Грудные плавники на слепой стороне равны по длине или несколько короче плавников на глазной стороне. Боковая линия на глазной стороне делает резкий изгиб над грудными плавниками, на слепой стороне рудиментарная или отсутствует. Позвонков 36—43. Глазная сторона разнообразной окраски, с пятнами и точками или без них. Слепая сторона беловатая.
Морские донные рыбы, обитают на глубине от 60 до 500 м, Poecilopsetta colorata встречается на глубине до 880 м, а Poecilopsetta beanie на глубине до 1641 м. Питаются донными организмами.

## Классификация
В составе рода выделяют 15 видов:
- Poecilopsetta albomaculata Norman, 1939
- Poecilopsetta beanii (Goode, 1881)
- Poecilopsetta colorata Günther, 1880
- Poecilopsetta dorsialta Guibord & Chapleau, 2001
- Poecilopsetta hawaiiensis Gilbert, 1905 — Гавайская пецилопсетта
- Poecilopsetta inermis (Breder, 1927)
- Poecilopsetta macrocephala Hoshino, Amaoka & Last, 2001
- Poecilopsetta multiradiata Kawai, Amaoka & Séret, 2010
- Poecilopsetta natalensis Norman, 1931 — Натальская пецилопсетта
- Poecilopsetta normani Foroshchuk & Fedorov, 1992
- Poecilopsetta pectoralis Kawai & Amaoka, 2006
- Poecilopsetta plinthus (Jordan & Starks, 1904)
- Poecilopsetta praelonga Alcock, 1894
- Poecilopsetta vaynei Quéro, Hensley & Maugé, 1988
- Poecilopsetta zanzibarensis Norman, 1939